# Muntele Stogu
Muntele Stogu este o arie protejată de interes național ce corespunde categoriei a IV-a IUCN (rezervație naturală de tip mixt), situată în județul Vâlcea, pe teritoriul administrativ al orașului Băile Olănești.

## Localizare
Aria naturală se află în partea central nordică a județului Vâlcea, în sudul Munților Căpățânii, la o altitudine cuprinsă între 1.200 și 1494 m. (Vârful Stogu), între râurile Cheia și Olănești, în partea nord-vestică a satului Cheia și este inclusă în Parcul Național Buila-Vânturarița.

## Descriere
Rezervația naturală a fost declarată arie protejată prin Legea Nr.5 din 6 martie 2000 (privind aprobarea Planului de amenajare a teritoriului național - Secțiunea a III-a - zone protejate) și se întinde pe o suprafață de 10 hectare. Aria naturală este suprapusă sitului de importanță comunitară Cozia - Buila - Vânturarița și reprezintă o zonă cu un relief (dezvoltat în calcare) diversificat (cu abrupturi stâncoase, grohotișuri, ravene, hornuri, pereți verticali, văii, peșteri, avene); ce adăpostește, conservă și protejază o gamă diversă de floră și faună specifică Meridionalilor.

## Biodiversitate
Arealul „Muntele Stogu” a fost desemnat ca rezervație naturală în scopul protejării biodiversității și menținerii într-o stare de conservare favorabilă a florei și faunei sălbatice aflate în bioregiunea alpină aflată în sudul Munților Căpățânii.

### Floră
Flora rezervației este constituită din arbori specifici pădurilor de foiose (predominant fag din specia Fagus sylvatica) și coniferelor (brad din specia Abies alba), specii de arbusti și plante erbacee.

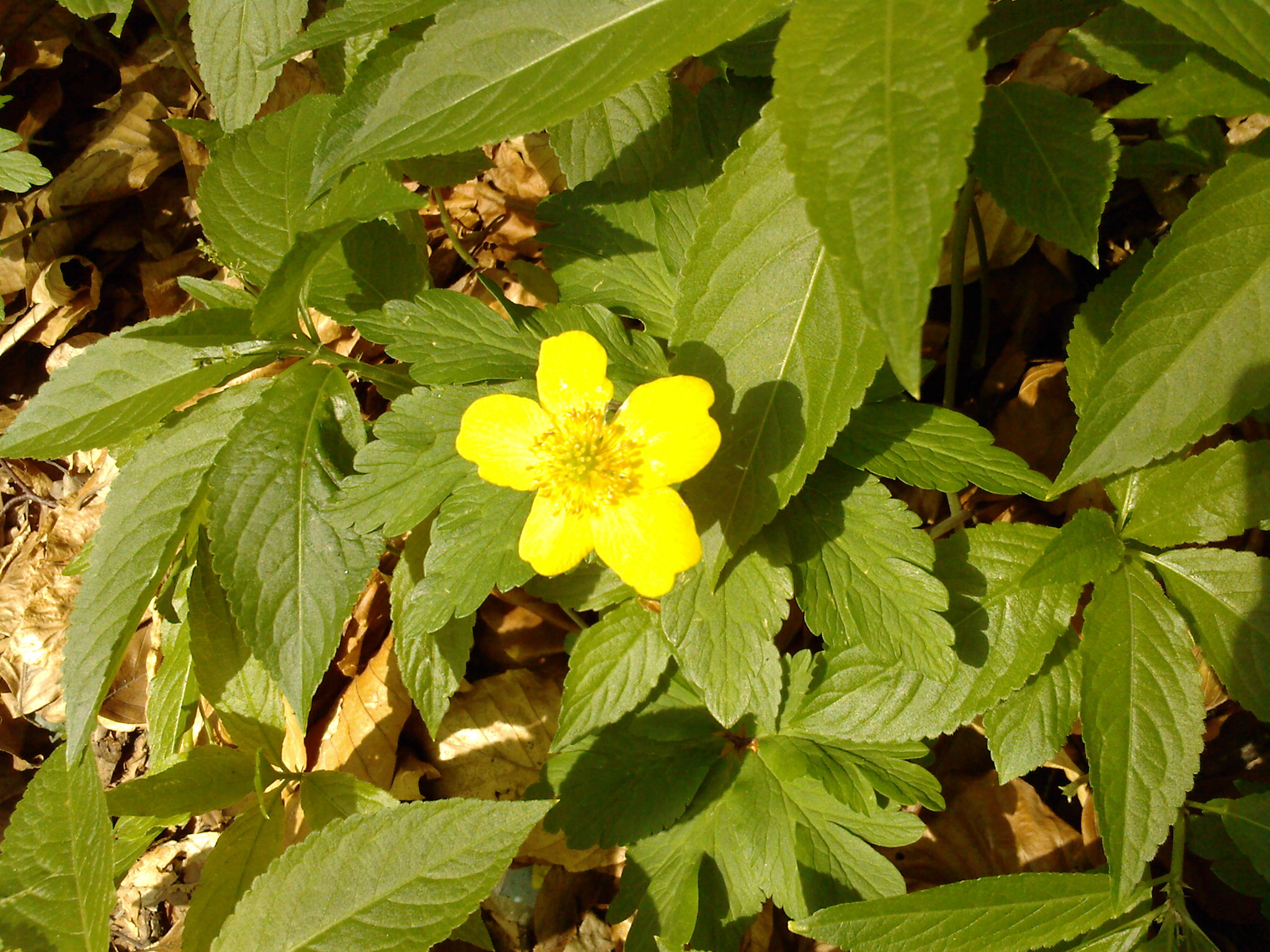
Floarea paștilor (Anemone ranunculoides)

La nivelul ierburilor sunt întâlnite specii rare, printre care: papucul doamnei (Cypripedium calceolus), gălbinele (Ligularia sibirica), clopoțel de munte (din specia Campanula serrata), omag galben (Aconitum anthora), ciucușoară de munte (din specia Alyssum montanum), lăptișor (Androsace Chamaejasme), floarea paștilor (Anemone ranunculoides), păștiță (Anemone nemerosa), arnica (Arnica montana), unghia ciutei (Asplenium ceterach), ștevie de munte (Astrantia major), mătrăgună (Atropa belladona), limba cucului (din specia Botrychium lunaria), coroniște (din specia Coronilla varia), brândușa de munte (din specia Crocus vernus) sau iederă albă (Daphne blagayana).

### Faună
Lumea animalelor este una diversificată și bine reprezentată de mai multe specii de mamifere și păsări.

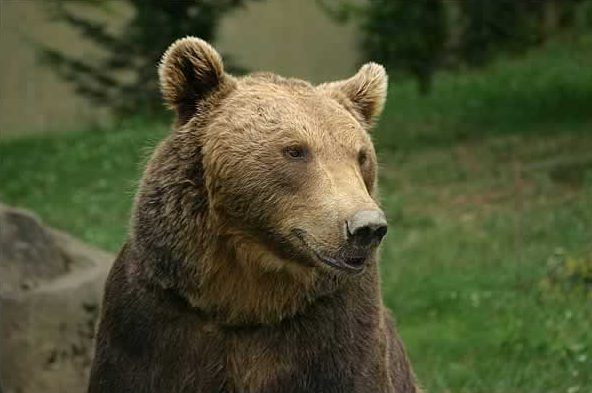
Urs brun (Ursus arctos)

Mamifere: urs brun (Ursus arctos), cerb (Cervus elaphus), lup cenușiu (Canis lupus), mistreț (Sus scrofa), râs eurasiatic (Lynx lynx), căprioară (Capreolus capreolus), jder de copac (Martes martes), vulpe (Vulpes vulpes crucigera), veveriță roșcată (Sciurus vulgaris), chițcan de munte (Sorex alpinus), liliacul cu urechi late (Barbastella barbastellus), liliacul cu urechi de șoarece (Myotis blythii), liliac urechiat (Plecotus auritus);
Păsări cu specii de: cocoș de munte (Tetrao urogallus), pietrarul cu creastă albă (Oenanthe leucopyga), gaia roșie (Milvus milvus), acvila țipătoare mică (Aquila pomarina), presură de munte (Emberiza cia), fluturașul de stâncă (Tichodroma muraria), pupăză (Upupa epops);

## Monumente și atracții turistice
În vecinătatea rezervației naturale se află numeroase obiective de interes istoric, cultural și turistic; astfel:

### Lăcașuri de cult
Biserica de lemn cu hramul „Sfântul Pantelimon” din Băile Olănești a fost adusă aici în anul 1907 din satul Albac, Alba. Biserica monument istoric a fost construită în anul 1752.

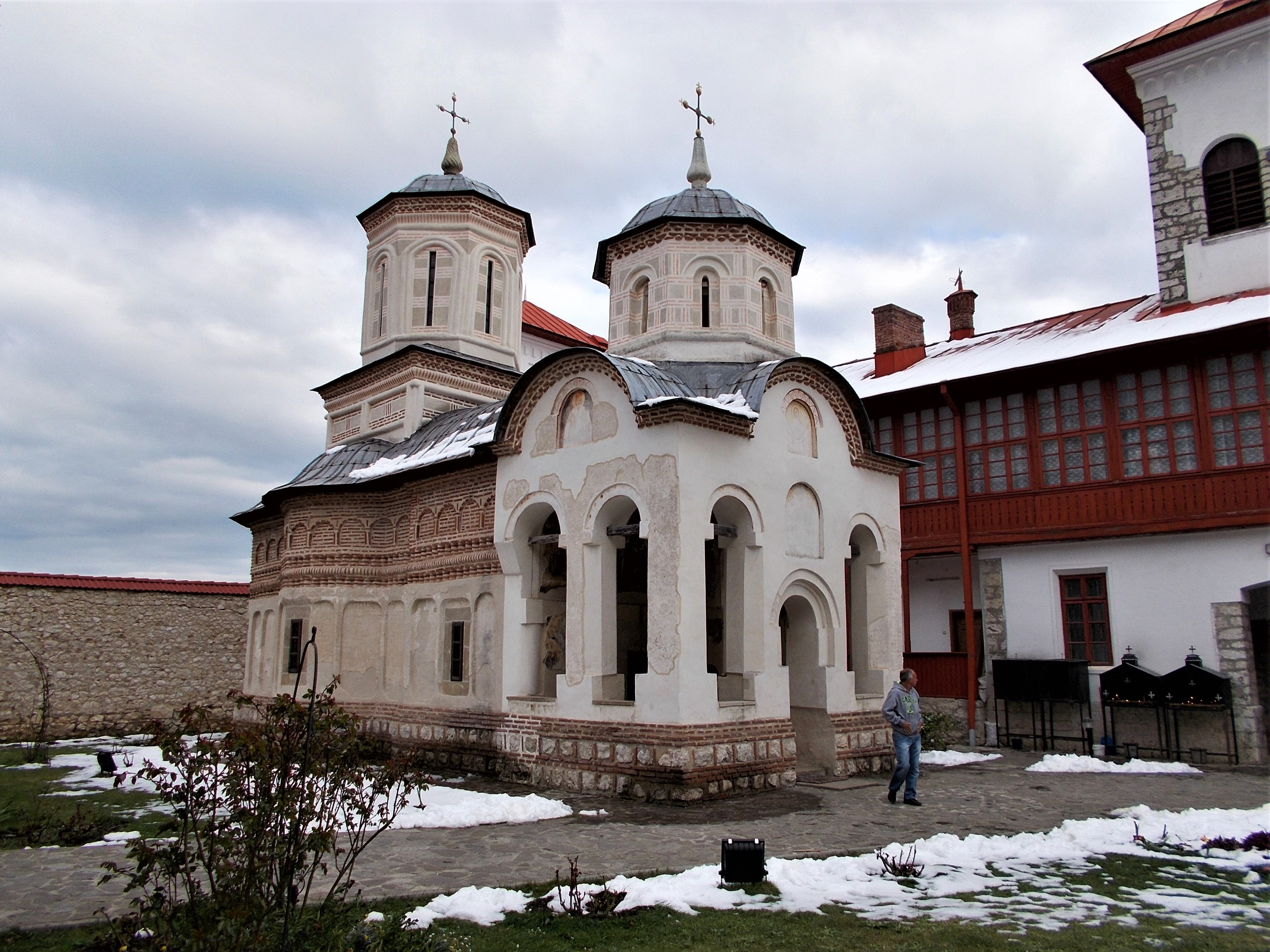
Biserica „Sf. Arhangheli” a mănăstirii Arnota

Biserica „Sf. Nicolae” (monument istoric) din satul Olănești construită în anul 1718 și pictată (biserica păstrează picturile murale originale) de Ilie Teiușanul (cunoscut zugrav de biserici).
Biserica „Sf. Voievozi” din satul Olănești, clădire monument istoric datat în anul 1810
Biserica „Sf. Ioan Botezătorul” din Olănești, construcție 1820, monument istoric
Mănăstirea Arnota din satul Bistrița, comuna Costești, construită între anii 1633-1634 de către domnitorul Țării Românești, Matei Basarab.
Mănăstirea Bistrița din satul omonim, ctitorie a renumitei familii a Craioveștilor, construcție ridicată între anii 1492-1494, monument istoric.
Schitul Iezer din satul Cheia, monument istoric din secolul al XVI-lea, unul din cele mai vechi așezăminte monahale din Oltenia.
Schitul Bradu din satul Gurguiata, cu biserica de zid ce poartă hramul „Sf. Ioan Botezătorul”, lăcaș de cult ridicat în anul 1784, clădire monument istoric.

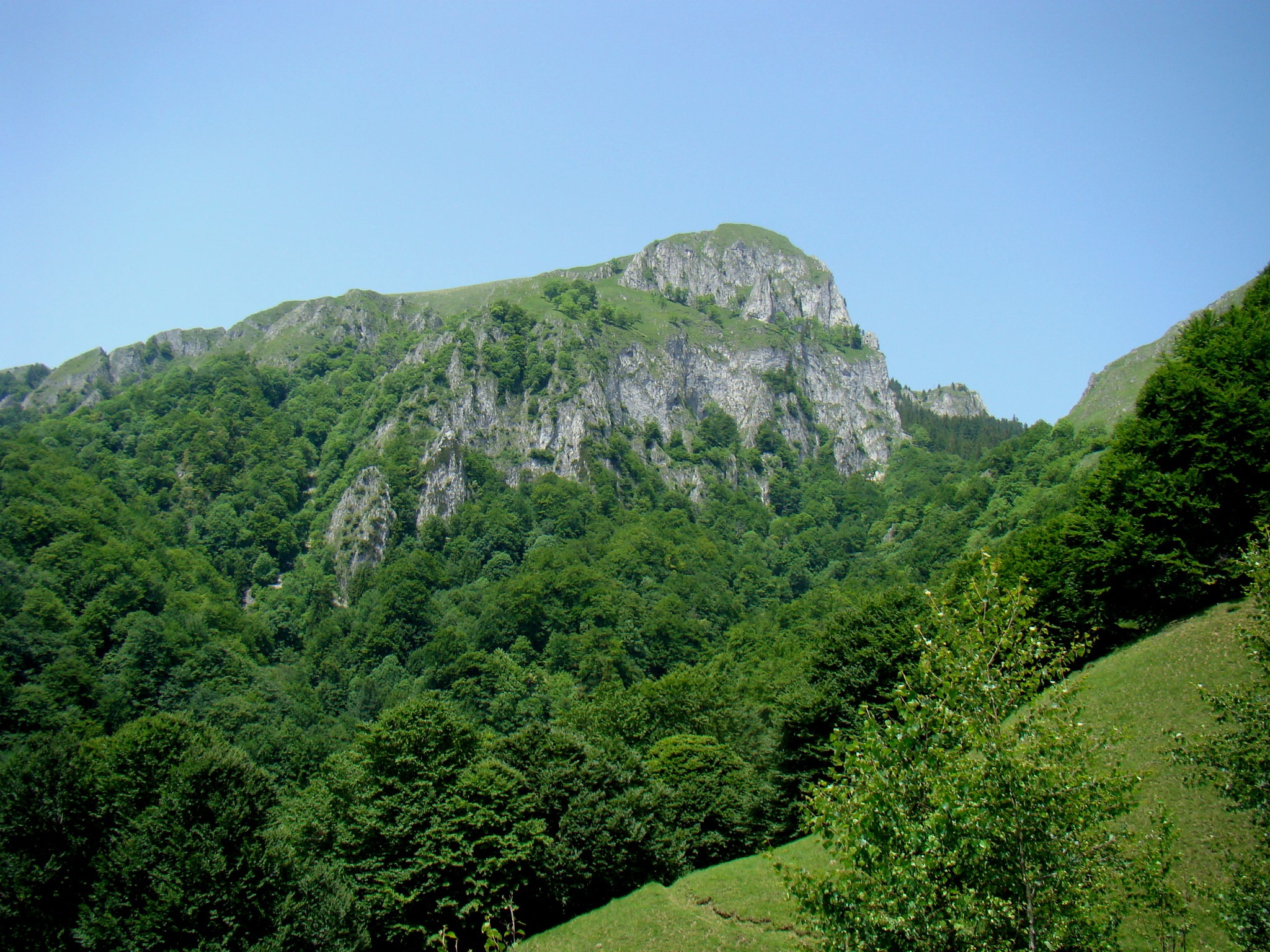
Imagine din Parcul Național Buila-Vânturarița

### Arii naturale protejate
Parcul Național Buila-Vânturarița cu o suprafață de 4.186 hectare.
Rezervații naturale incluse în parc: Muzeul Trovanților (arie naturală constituită în vederea protejării unor formațiuni geologice cunoscute sub denumirea de trovanți ), Pădurea Călinești - Brezoi, Pădurea Valea Cheii, Rădița - Mânzu
Peșteri declarate monumente ale naturii aflate pe teritoriul parcului național:  Peștera Arnăuților, Peștera Caprelor, Peștera Clopot, Peștera cu Lac, Peștera cu Perle, Peștera Munteanu - Murgoci, Peștera Liliecilor, Peștera Pagodelor, Peștera Rac, Peștera Valea Bistrița.

## Căi de acces
- Drumul național (DN64A) Râmnicu Vâlcea - Vlădești - Vlăduceni - Valea Cheii - drumul județean DJ654 spre Cheia, de aici se urmează drumul forestier în amontele râului Cheia.

## Galerie de imagini

### Specii floristice

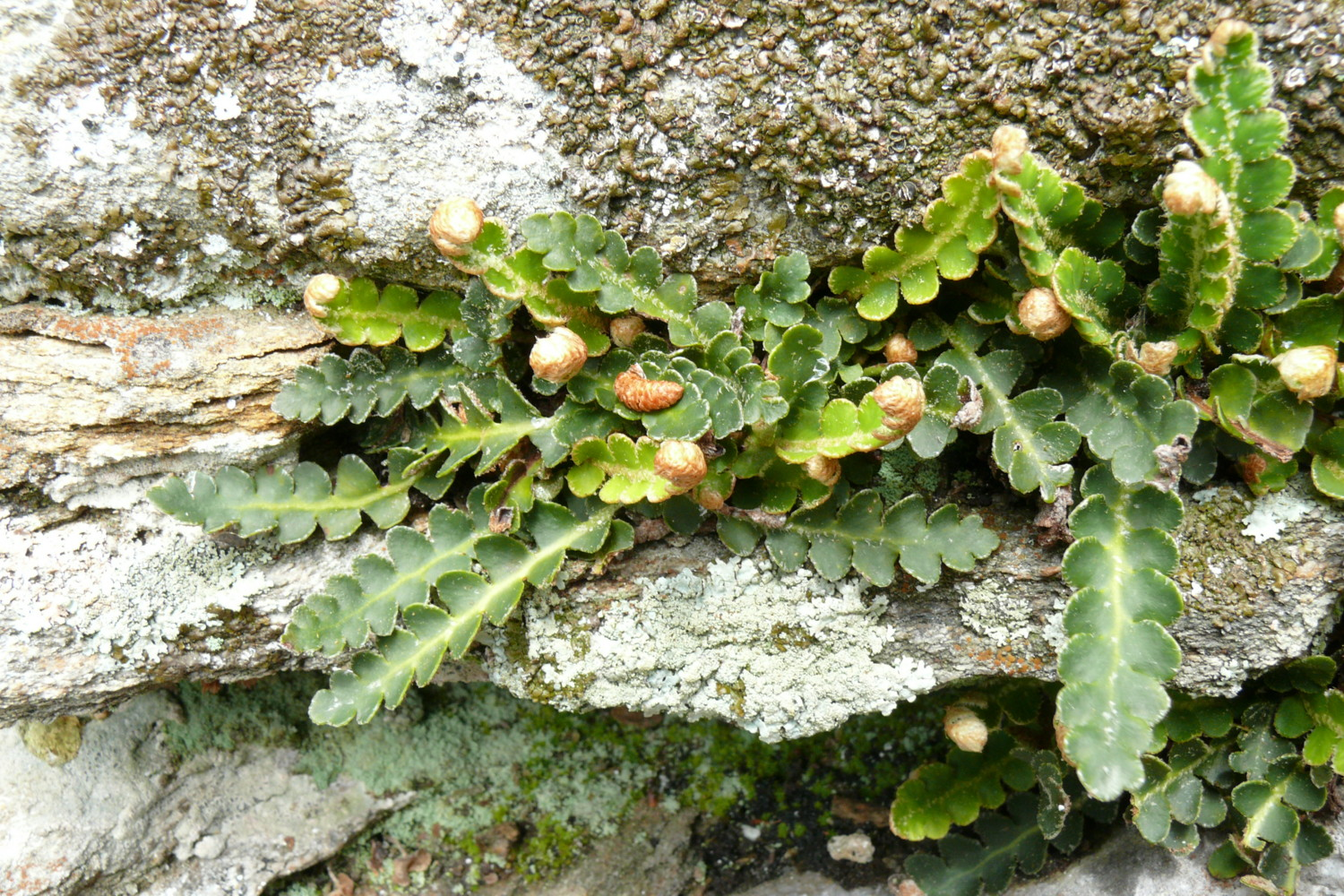
Unghia ciutei (Asplenium ceterach)
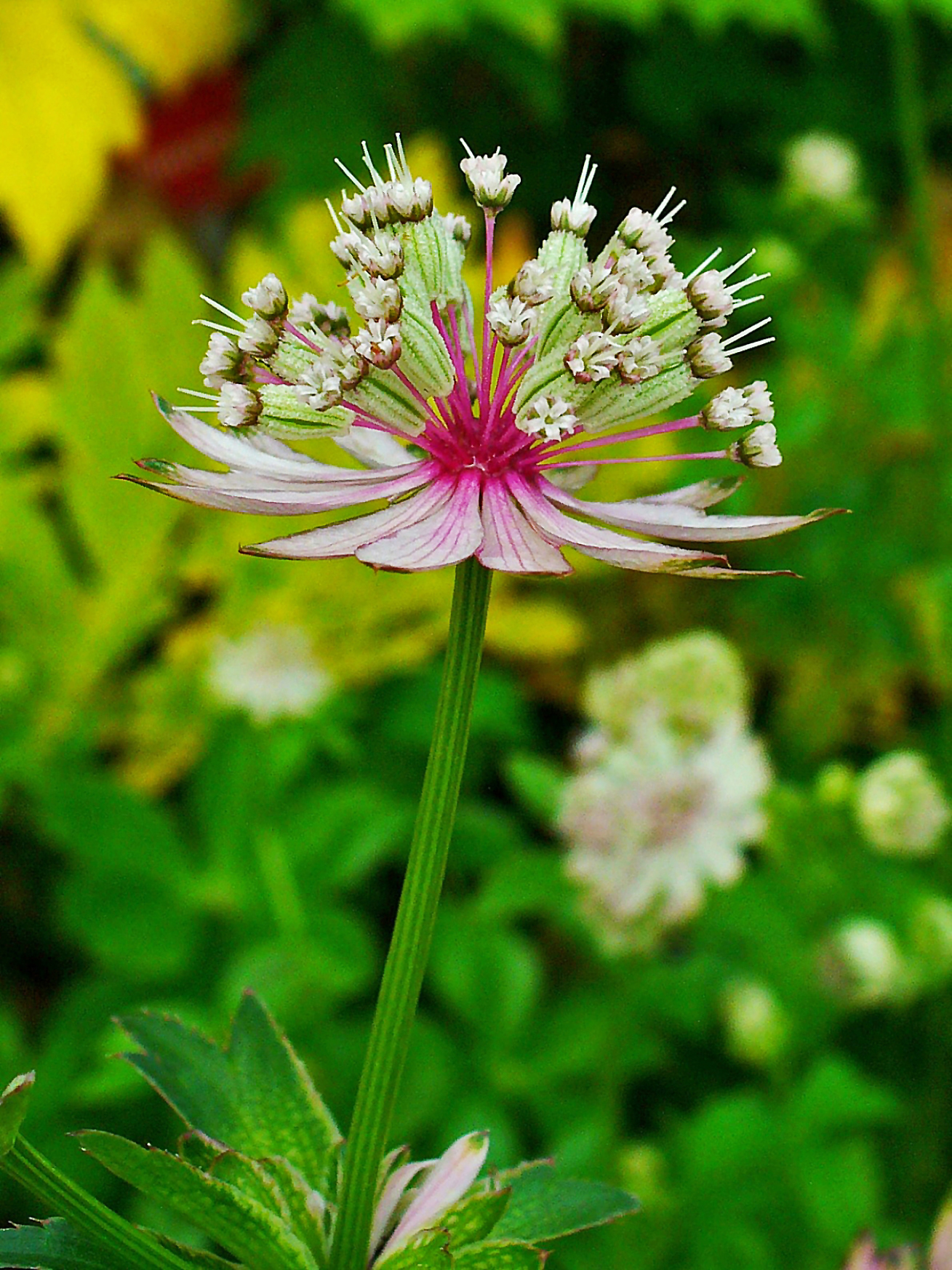
Ştevie de munte (Astrantia major)
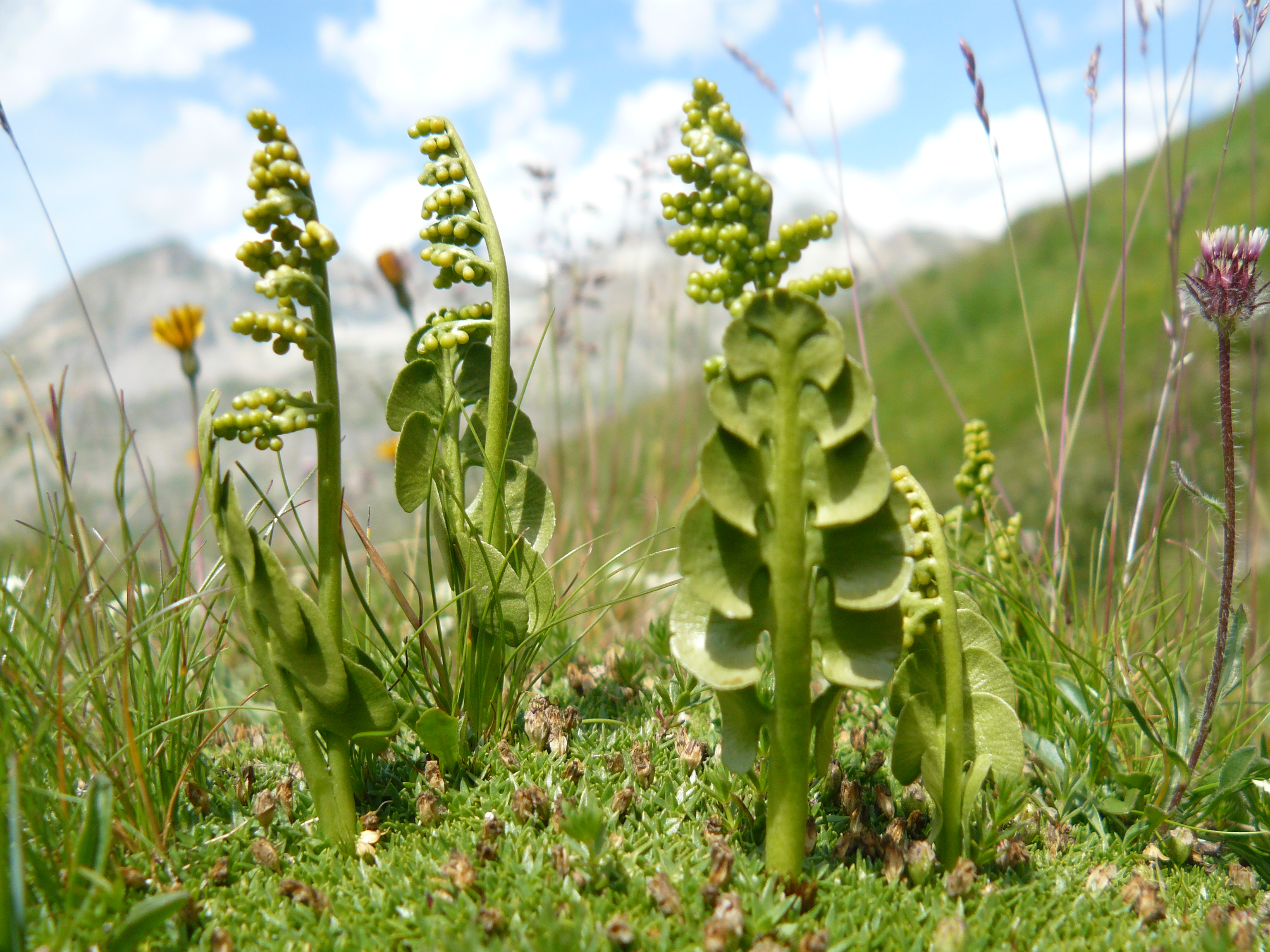
Limba cucului (Botrychia lunaria)

### Specii faunistice

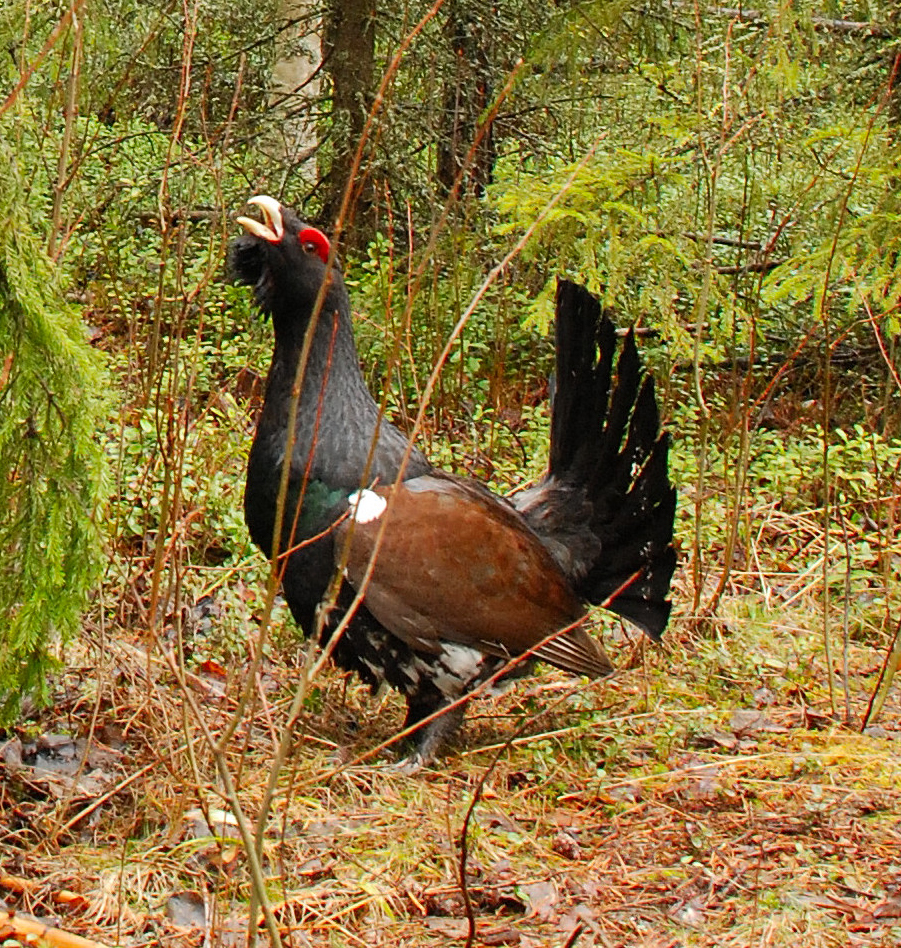
Cocoş de munte (Tetrao urogallus)
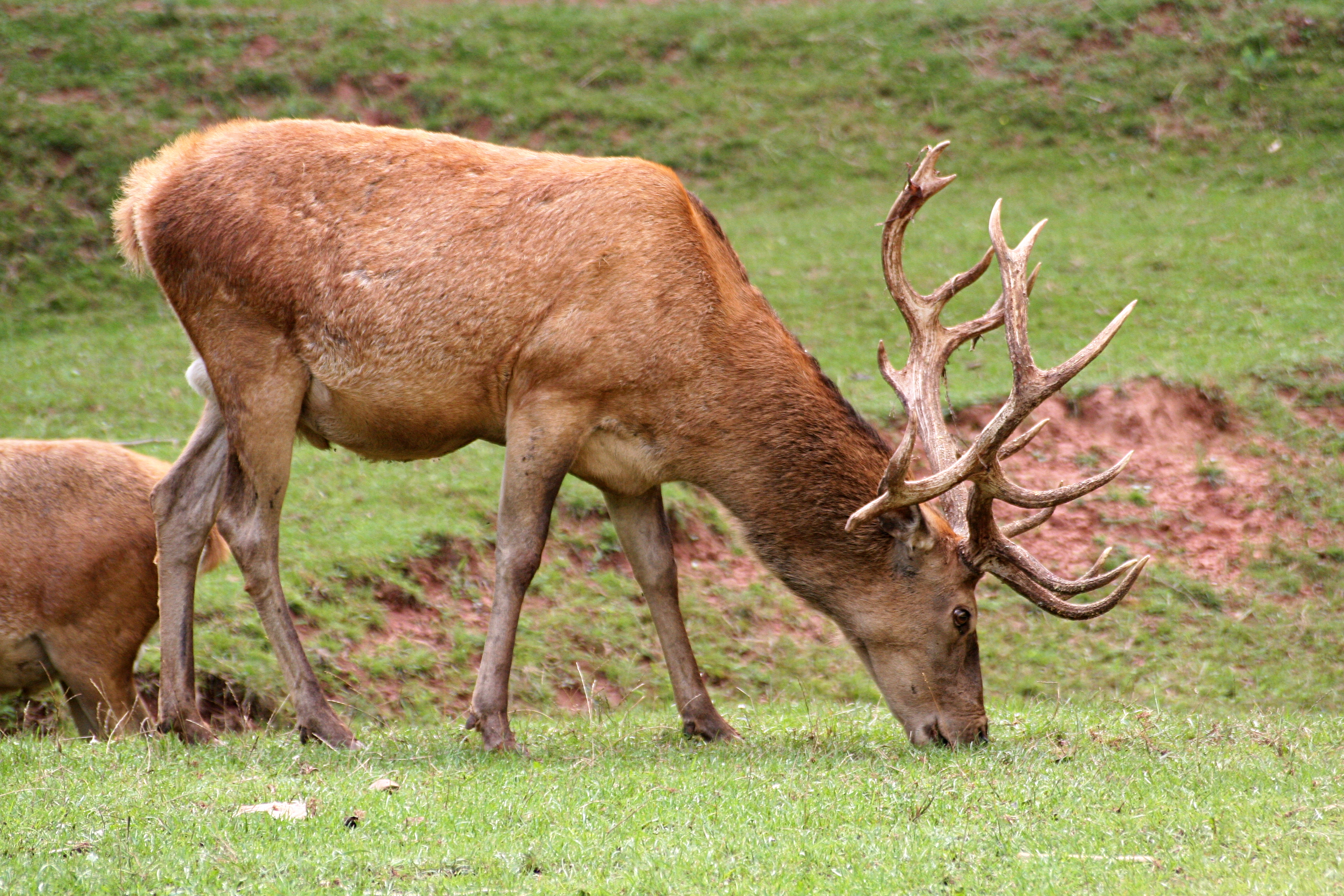
Cerb (Cervus elaphus)
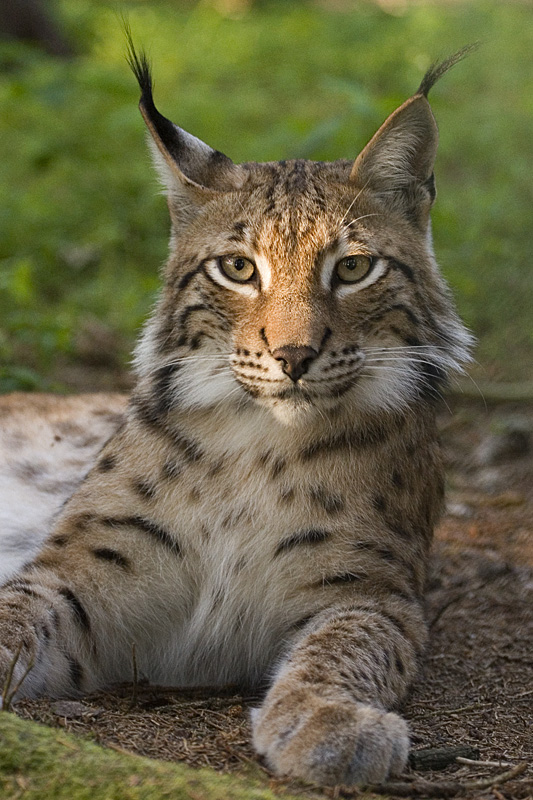
Râs (Lynx lynx)